# Taras Pečeny
Taras Pečeny (ukrajinsko Тарас Печений), ukrajinski violinist.
Leta 1991 je postal koncertni mojster Simfoničnega orkestra SNG Maribor, po dveh letih delovanja ga je pot zanesla v Zagreb, kjer od leta 1993 zaseda mesto prvega koncertnega mojstra v Simfonični orkesrter HRT. Redno sodeluje z orkestrom Zagrebške filharmonije kot koncertni mojster, od leta 2005 pa je tudi profesor na Akademiji za glasbo v Zagrebu. Kot solist je nastopal z Ukrajinskim komornim orkestrom, Zagrebško filharmonijo, Orkestrom HRT (Zagreb) itd.